# NGC 1231
NGC 1231 este o galaxie spirală situată în constelația Eridanul. A fost descoperită în 2 decembrie 1885 de către Francis Leavenworth.